# Picathartes gymnocephalus
Il picatarte collobianco (Picathartes gymnocephalus (Temminck, 1825)) è un uccello passeriforme appartenente alla famiglia Picathartidae, diffuso nelle aree boschive d'alta quota dell'Africa occidentale.
Il picatarte presenta una colorazione bianca sul collo e sul petto mentre le ali e il dorso sono color grigio-nero. La coda (insolitamente lunga) di color marrone scuro è utilizzata per mantenere l'equilibrio. La testa è quasi completamente glabra e la pelle è giallo vivace ad eccezione di due grandi macchie nere circolari situate appena dietro gli occhi.

## Etimologia
Il nome specifico della specie deriva dal greco antico, gymnos che sta per nudo "nudo", e kephale per "testa". Il nome comune inglese delle due specie, Rockfowl è in riferimento all'abitudine di costruire il nido di fango sulle superfici rocciose delle grotte.

## Descrizione

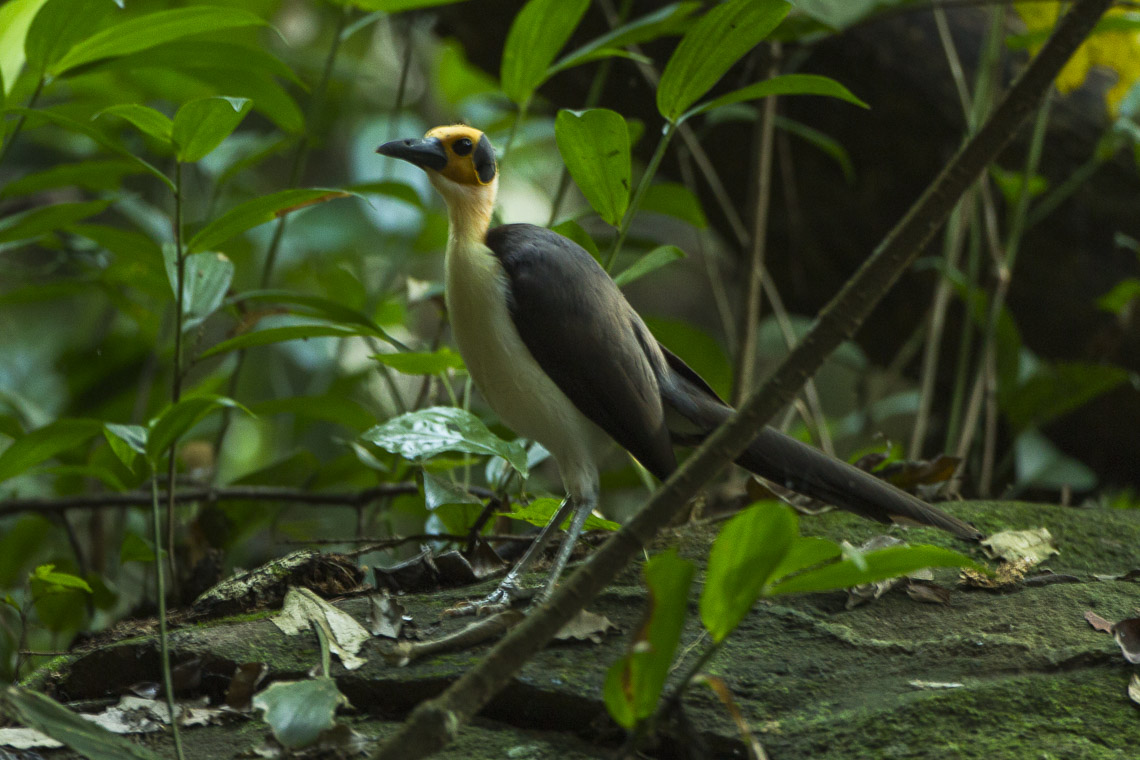
Esemplare al suolo in Ghana.

Un picatarte adulto misura circa 38–41 cm (15-16), di cui la lunga coda ne costituisce già 18 cm. Un picatarte adulto può pesare fino a 200-250 g.
Gli adulti non hanno un evidente dimorfismo sessuale e il maschio e la femmina sono pressoché identici. La testa degli adulti, eccetto gola e mento è completamente glabra ad eccezione di un sottile strato di peluria sulla fronte. La pelle della testa è giallo brillante ad eccezione di due grandi macchie circolari di pelle nera che si trova appena dietro gli occhi. Il becco è forte e robusto, e somiglia molto a quello dei corvi. La colorazione della nuca, della schiena e delle ali è grigio-nera mentre il petto ed il collo sono bianco-crema. La lunga e sproporzionata coda invece presenta una colorazione marrone scuro.

## Biologia

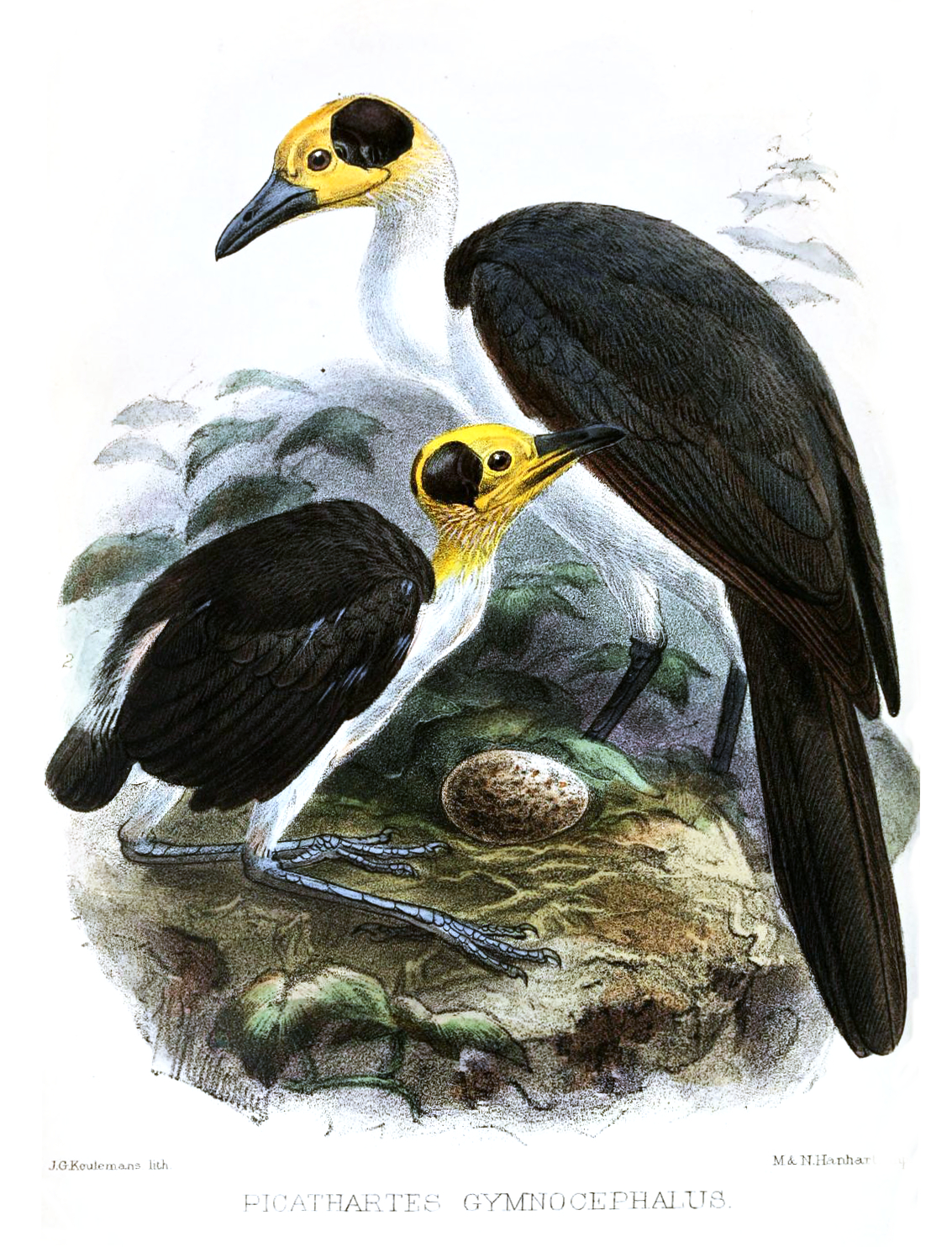
Nido con uovo, giovane (sinistra) e adulto (destra).

### Alimentazione
Questo uccello si nutre principalmente di insetti, anche se spesso i genitori introducono nella dieta dei pulcini anche piccoli vertebrati. Si nutrono prevalentemente degli insetti uccisi dalle formiche del genere Dorylus.

### Riproduzione
Il picatarte è un uccello monogamo e la coppia nidifica in solitaria o in prossimità di altre coppie, raggruppandosi in colonie che arrivano a contare fino a otto nidi. I nidi vengono costruiti con il fango e vengono costruiti su superfici rocciose, prevalentemente nelle grotte. Le femmine depongono fino a due uova due volte l'anno. I nidiacei che ne usciranno maturano nel giro di un mese. Anche se questa specie nidifica in colonie, l'infanticidio è abbastanza comune.

## Distribuzione e habitat

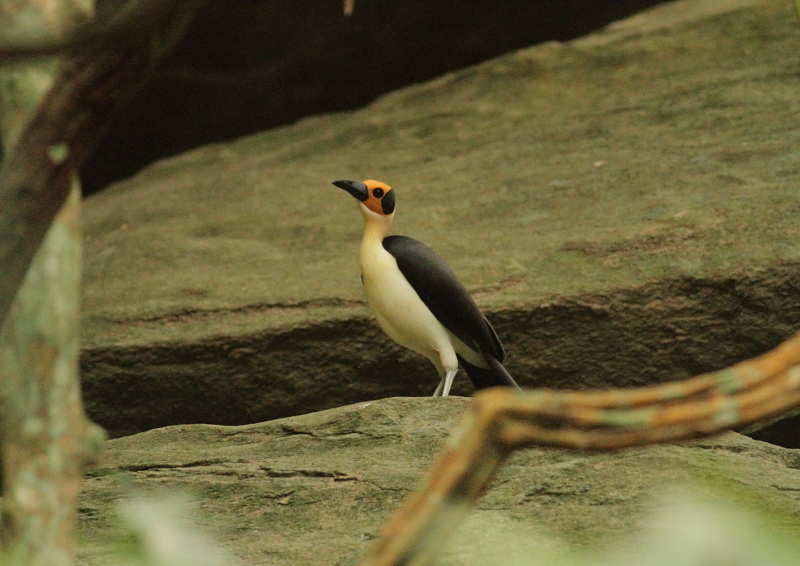
Esemplare nell'Ashanti.

Questo uccello vive principalmente in aree boschive ad alta quota, dell'Africa occidentale, dalla Guinea al Ghana. Predilige le aree provviste di ruscelli e di monadnock.

## Tassonomia
La specie fu descritta nel 1825, da Coenraad Jacob Temminck. Temminck pubblicò la sua scoperta nel 2° volume di Nouveau Recueil de planches coloriées d'oiseaux dove lo descrisse come appartenente al genere Corvus e battezzandolo quindi come Corvus gymnocephalus. Tuttavia, dopo solo tre anni dalla scoperta, il naturalista René-Primevère Lesson rimosse il picatarte dal genere Corvus e lo inserì nel genere Picathartes, in quanto il picatarte non condividevo alcuni aspetti morfologici dei corvi come per esempio la testa piumata. Oggi il picatarte collobianco e il suo parente più stretto, il picatarte collo-grigio sono gli unici membri esistenti del genere Picathartes.

## Conservazione
Questa specie è classificata come vulnerabile ed è minacciata prevalentemente dalla deforestazione e dalla distruzione del suo habitat. Alcuni popoli indigeni della Sierra Leone considerano questo uccello un protettore della casa dei loro spiriti ancestrali. Inoltre, il picatarte è considerato uno degli uccelli africani più ambiti dagli amanti del birdwatching.